# Coppa del Re 1930
La Copa del Rey 1930 fu la 30ª edizione della Coppa del Re. Il torneo iniziò il 6 aprile e si concluse il 1º giugno 1930. La finale si disputò allo stadio Montjuic di Barcellona dove l'Athletic Bilbao ottenne la decima vittoria.

## Partecipanti
- Aragona: Iberia Sociedad Cultural, Patria Aragón
- Asturie:  Sporting Gijón  Real Oviedo
- Baleari: CD Alfonso XIII
- Biscaglia:  Alavés  Athletic Bilbao  Arenas Getxo
- Canarie: Real Club Victoria
- Cantabria:  Racing Santander  Torrelavega
- Castiglia e León:  Leonesa  Real Valladolid
- Catalogna:  Barcellona  Espanyol  CE Europa
- Centro:  Real Madrid  Atlético Madrid  Racing Madrid
- Estremadura:  Don Benito
- Galizia:  Celta Vigo  Deportivo La Coruña
- Gipuzkoa:  Real Unión  Real Sociedad  Osasuna
- Murcia:  Real Murcia  Cartagena FC
- Andalusia:  Siviglia  Real Betis
- Valencia:  Castellón  Valencia

## Sedicesimi di finale
|                  | Risultato |                     | Andata | Ritorno | Spareggio |  |
| ---------------- | --------- | ------------------- | ------ | ------- | --------- |  |
| Racing Santander | 4 - 5     | Athletic Bilbao     | 3 - 0  | 1 - 5   |           |  |
| Real Sociedad    | 4 - 0     | Torrelavega         | 2 - 0  | 2 - 0   |           |  |
| Racing Madrid    | 1 - 7     | Real Unión          | 0 - 3  | 1 - 4   |           |  |
| Castellón        | 2 - 2     | Atlético Madrid     | 1 - 0  | 1 - 2   | 7 - 1     |  |
| Barcellona       | 11 - 1    | Deportivo La Coruña | 8 - 0  | 3 - 1   |           |  |
| Alavés           | 5 - 4     | Sporting Gijón      | 5 - 1  | 0 - 3   |           |  |
| Osasuna          | 6 - 1     | Iberia SD           | 3 - 0  | 3 - 1   |           |  |
| CD Alfonso XIII  | 2 - 13    | Espanyol            | 1 - 7  | 1 - 6   |           |  |
| Real Valladolid  | 2 - 6     | RC Victoria         | 1 - 1  | 1 - 5   |           |  |
| Real Oviedo      | 4 - 2     | CE Europa           | 4 - 0  | 0 - 2   |           |  |
| Real Murcia      | 15 - 0    | Don Benito          | 10 - 0 | 5 - 0   |           |  |
| Patria Aragón    | 2 - 2     | Real Madrid         | 1 - 1  | 1 - 1   | 1 - 6     |  |
| Arenas Getxo     | 8 - 1     | Cartagena FC        | 6 - 1  | 2 - 0   |           |  |
| Siviglia         | 2 - 2     | Leonesa             | 1 - 0  | 1 - 2   | 2 - 1     |  |
| Celta Vigo       | 2 - 5     | Valencia            | 2 - 0  | 0 - 5   |           |  |

## Ottavi di finale
|                 | Risultato |               | Andata | Ritorno |  |
| --------------- | --------- | ------------- | ------ | ------- |  |
| Athletic Bilbao | 5 - 2     | Real Sociedad | 4 - 1  | 1 - 1   |  |
| Real Unión      | 2 - 1     | Castellón     | 0 - 1  | 2 - 0   |  |
| Real Betis      | 1 - 3     | Barcellona    | 1 - 1  | 0 - 2   |  |
| Alavés          | 4 - 1     | Osasuna       | 3 - 1  | 1 - 0   |  |
| Espanyol        | 8 - 2     | RC Victoria   | 5 - 1  | 3 - 1   |  |
| Real Murcia     | 4 - 6     | Real Oviedo   | 2 - 1  | 2 - 5   |  |
| Real Madrid     | 4 - 0     | Arenas Getxo  | 2 - 0  | 2 - 0   |  |
| Valencia        | 7 - 4     | Siviglia      | 5 - 1  | 2 - 3   |  |

## Quarti di finale
|            | Risultato |                 | Andata | Ritorno |  |
| ---------- | --------- | --------------- | ------ | ------- |  |
| Espanyol   | 3 - 0     | Real Oviedo     | 2 - 0  | 1 - 0   |  |
| Alavés     | 3 - 5     | Barcellona      | 2 - 1  | 1 - 4   |  |
| Real Unión | 3 - 7     | Athletic Bilbao | 3 - 3  | 0 - 4   |  |
| Valencia   | 4 - 5     | Real Madrid     | 2 - 5  | 2 - 0   |  |

## Semifinali
|                 | Risultato |             | Andata | Ritorno | Spareggio |  |
| --------------- | --------- | ----------- | ------ | ------- | --------- |  |
| Athletic Bilbao | 5 - 5     | Barcellona  | 2 - 1  | 3 - 4   | 4 - 0     |  |
| Espanyol        | 1 - 2     | Real Madrid | 1 - 0  | 0 - 2   |           |  |

## Finale
| Arbitro: | Guillermo Comorera |

|                                         |           |                                |
| Unamuno 1’ Iraragorri 45’ Lafuente 115’ | Marcatori | 15’ Lazcano 65’ Monchín Triana |